# Felix Belczyk
Felix Belczyk (* 11. August 1961 in Calgary, Alberta) ist ein ehemaliger kanadischer Skirennläufer. Er gehörte von 1982 bis 1992 der kanadischen Skinationalmannschaft an. 1988 war er der erste Nordamerikaner, der ein Weltcuprennen im Super-G gewinnen konnte.
Belczyk bestritt im Januar 1986 sein erstes Weltcuprennen. In der Tradition der Crazy Canucks beschränkte er sich auf Starts in Abfahrten und Super-Gs. Insgesamt fuhr er im Lauf seiner Karriere 15-mal unter die besten zehn. Den einzigen Weltcupsieg feierte er im Januar 1988 im Super-G in Leukerbad.
Belczyk gehörte 1988 und 1992 dem kanadischen Olympiateam an und trat 1985, 1987, 1989 und 1991 bei Skiweltmeisterschaften an. Er gewann zwei kanadische Meisterschaften (Super-G 1989, Abfahrt 1990). Außerdem nahm er im September 1990 an den Panamerikanischen Spielen in Las Leñas teil.